# Герб Білокуракинського району
Герб Білокура́кинського райо́ну — офіційний символ Білокуракинського району Луганської області, затверджений 31 липня 2001 року. Він складається з великого і малого щитів.

## Опис
Великий щит Герба Білокуракинського району має класичну форму Герба Луганської області.
Великий щит Герба розділений по горизонталі від верхнього краю. Верхня половина великого щита вертикально розділена на дві рівні частини малого щита, внутрішні частини якого прилягають до зовнішньої сторони великого щита як справа, так і зліва. У правій частині великого щита — половина малого щита. На ній — зелене поле, символ родючості, життєствердної сили, багатства, достатку і процвітання Білокуракинського краю.
У лівій частині великого щита на малому щиті — срібне поле, яке символізує історичну назву краю, чистоту помислів і вчинків його жителів, їх високі і благородні морально-етичні і духовні якості.
На срібному полі — три золотисті бджоли, повернені управо, що летять клином у напрямі сонця і квітучого кошика соняшнику. Бджола — символ працьовитості, достатку, зцілення, підвищення врожайності, багатства, безперервності життя, що витвережує сили, душевної гармонії і краси.
Три бджоли також символізують триєдиний початок Бога: Бога — Отця, Бога — Сина і Бога — Духа Святого, а також життєствердну силу трьох стихій — води, вогню і землі.
У великому щиті з блакитними хвилеподібними лініями між правою і лівою частинами малого щита і в краю великого щита розташовано синьо-біле поле, що символізує водні багатства краю і його головну водну артерію — річку Білу, її географічне розташування на території району і рух води — з півночі на південь, а також фіксує історичну назву Білокуракинського краю — від назви річки Білої і прізвища його засновника Б. І. Куракина. В центрі великого щита на зеленому, білому і біло-синьому хвилястому полях розташований диск висхідного сонця і квітучого соняшнику із золотистими пелюстками.
Висхідне сонце втілює географічне розташування Білокуракинського району на сході України, а квітучий соняшник — родючість землі, працьовитість жителів краю, їх економічне процвітання і добробут. Квітучий соняшник має в своїй основі золотисті пелюстки, що символізують кількість населених пунктів на території району, а насіння в квітучому соняшнику — жителів Білокуракинського району, які живуть однією дружною сім'єю і створюють матеріальні, духовні і культурні блага територіальної громади Білокуракинського району.
Великий герб Білокуракинського району обрамлений золотими пшеничними колосами, сполученими перетнутою девізною стрічкою. На правій стороні великого щита вона жовто-блакитна (національні кольори суверенної України). На блакитній девізній стрічці в центрі над великим щитом назва «Білокуракинський район». На жовтому фоні девізної стрічки з перетином верхнього лівого кута великого щита зафіксована дата утворення району — 1923 рік.
У правому кутку великого щита на білій девізній стрічці зафіксована дата виникнення першого поселення на Білокуракинщині — 1700, а нижче — життєві і духовно-етичні принципи жителів цього краю, їх девіз: «Воля. Праця. Добро.»
Внизу великий щит прикрашений двома дубовими гілками з листям і коричневими жолудями, які розташовані симетрично з обох боків. Листя дуба і їх плоди символізують силу духу, мужність і відвагу жителів цього краю, їх богатирське здоров'я, довголіття, нескореність і вірність своїй землі, готовність в годину лихоліття стати надійним бастіоном на порубіжжі України.
Герб Білокуракинського району в нижній частині великого щита прикрашають запашний хліб на вишитому українському рушнику з сільницею — знак гостинності, щедрості і відвертості душі жителів цього краю. Запашні грона червоної калини біля святого хліба — не тільки образ милої серцю кожного з нас України, а і приналежність до неї всіх 15 територіальних громад Білокуракинського району. Саме вони і символізують нерозривну єдність сільських і селищних рад зі своїми громадянами і всією Україною.